# Риньи (коммуна)
Риньи́ (фр. Rigny) — коммуна во Франции, находится в регионе Франш-Конте. Департамент — Верхняя Сона. Входит в состав кантона Отре-ле-Гре. Округ коммуны — Везуль.
Код INSEE коммуны — 70446.

## География
Коммуна расположена приблизительно в 290 км к юго-востоку от Парижа, в 39 км северо-западнее Безансона, в 45 км к юго-западу от Везуля.
По территории коммуны протекает река Сона.

## Население
Население коммуны на 2010 год составляло 616 человек.
| 1962 | 1968 | 1975 | 1982 | 1990 | 1999 | 2010 |
| ---- | ---- | ---- | ---- | ---- | ---- | ---- |
| 385  | 475  | 501  | 516  | 529  | 586  | 616  |

## Администрация
| Период | Период | Фамилия     | Партия                    | Примечания                       |
| ------ | ------ | ----------- | ------------------------- | -------------------------------- |
| 2001   | 2008   | Пьер Пу     |                           |                                  |
| 2008   | 2014   | Ален Блинет | Союз за народное движение | член генерального совета кантона |

## Экономика
В 2010 году среди 398 человек трудоспособного возраста (15—64 лет) 288 были экономически активными, 110 — неактивными (показатель активности — 72,4 %, в 1999 году было 76,4 %). Из 288 активных жителей работали 264 человека (140 мужчин и 124 женщины), безработных было 24 (12 мужчин и 12 женщин). Среди 110 неактивных 34 человека были учениками или студентами, 58 — пенсионерами, 18 были неактивными по другим причинам.

## Фотогалерея

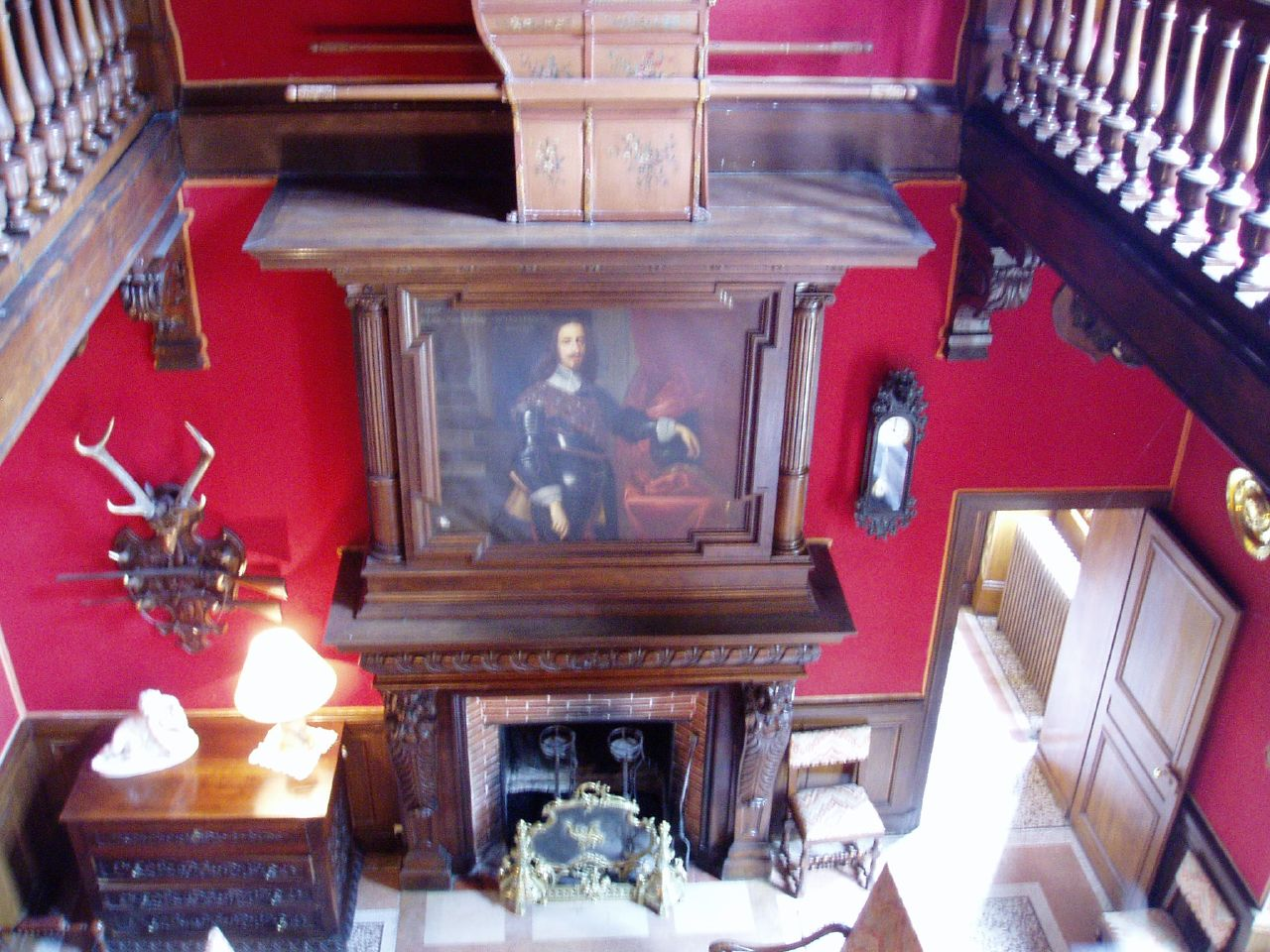
Интерьер замка Риньи
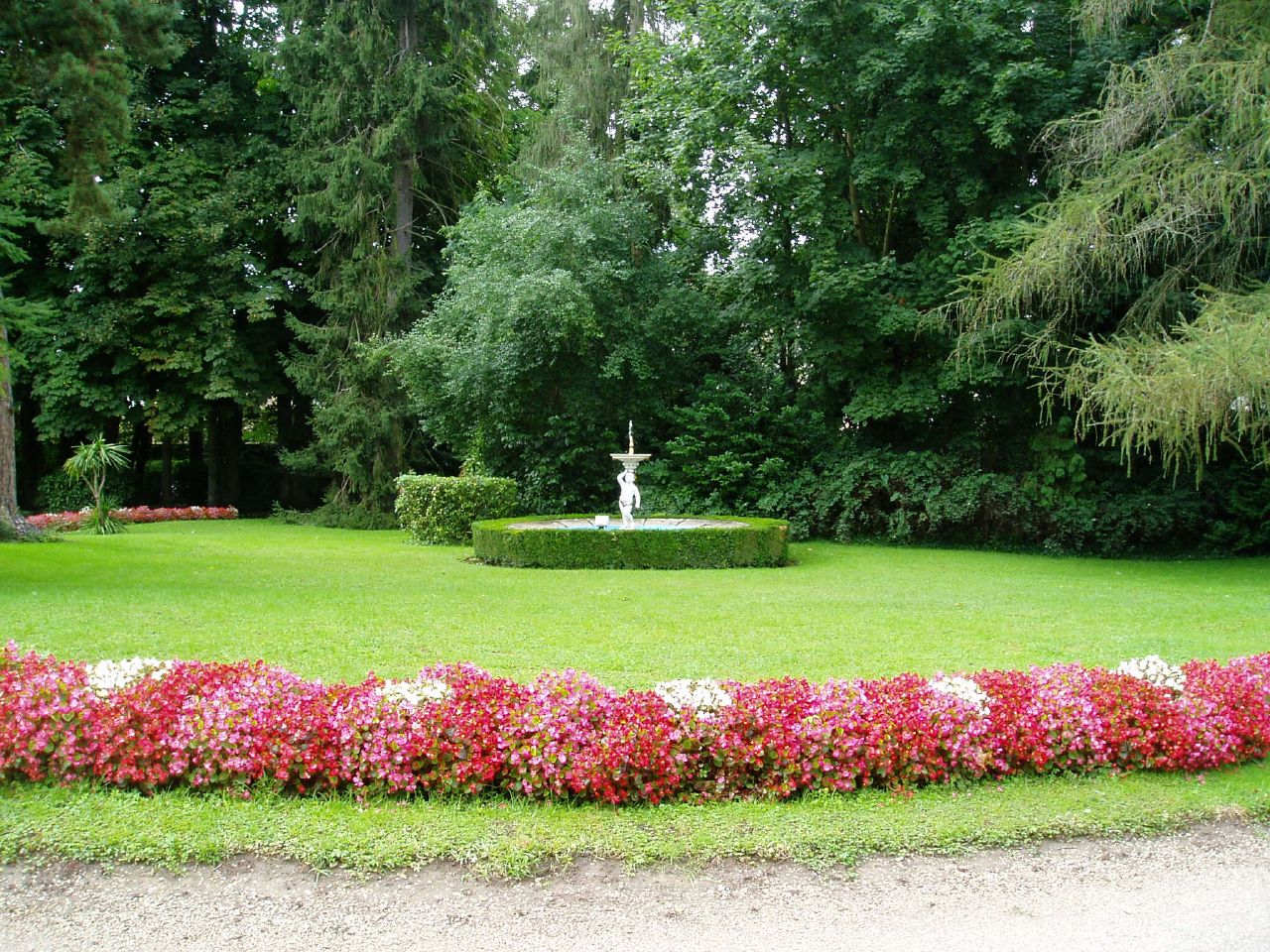
Сад замка Риньи
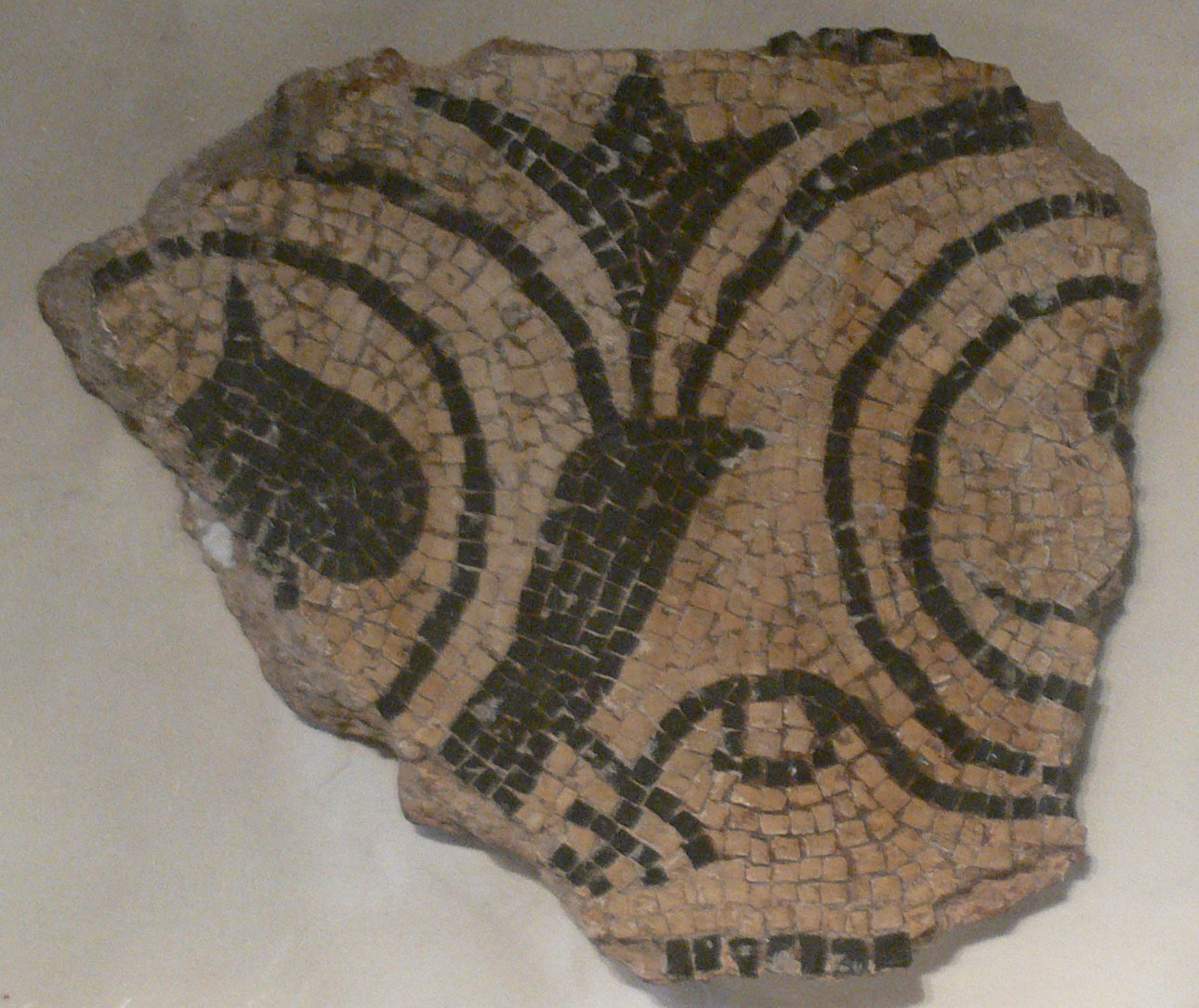
Фрагмент мозаики галло-романского периода, найденный в Риньи